# Vse, kar ste hoteli vedeti o seksu* pa niste upali vprašati
Vse, kar ste hoteli vedeti o seksu* pa niste upali vprašati (angleško Everything You Always Wanted to Know About Sex* (*But Were Afraid to Ask)) je ameriški komični omnibus iz leta 1972, ki ga je režiral Woody Allen. Sestavljen je iz več krajših skečev in ohlapno temelji na knjigi Davida Reubena Everything You Always Wanted to Know About Sex* (*But Were Afraid to Ask) iz leta 1969. 
Film je bil prvi Allenov večji finančni uspeh, saj je ob proračunu 2 milijona $ prinesel dohodek 18 milijonov $ v Severni Ameriki, s čimer je 13. najdonosnejši film leta 1972. Na Irskem so ga 20. marca 1973 prepovedali, leta 1979 pa dovolili cenzurirano različico. Kasneje so prepoved umaknili.

## Vloge
- Woody Allen kot Victor, Fabrizio, The Fool, spermij
- Jack Barry
- John Carradine kot Dr. Bernardo
- Erin Fleming kot dekle
- Elaine Giftos kot ga. Ross
- Geoffrey Holder kot čarovnik
- Toni Holt
- Lou Jacobi kot Sam Musgrave
- Louise Lasser kot Gina
- Robert Q. Lewis
- Heather MacRae kot Helen Lacey
- Pamela Mason
- Sidney Miller kot George
- Regis Philbin
- Anthony Quayle kot kralj
- Tony Randall kot kirurg
- Lynn Redgrave kot kraljica
- Burt Reynolds kot stikalo
- Norman Alden kot stikalo
- Jay Robinson kot duhovnik
- Ref Sanchez kot Igor
- Gene Wilder kot dr. Ross
- Titos Vandis kot Stavros Milos
- Baruch Lumet kot rabin